# RP2
RP2 è un album di inediti pubblicato dal gruppo musicale italiano dei Ricchi e Poveri nel 1975 per la Fonit Cetra.

## Descrizione
Tra gli autori che collaborano alla stesura dei brani vi sono Vittorio Tariciotti, Marcello Marrocchi, Franca Evangelisti, Piero Pintucci, Cristiano Minellono e Antonello De Sanctis.
Alcune di queste canzoni escono anche su 45 giri: Giorno e notte sul lato B di Coriandoli su di noi, nota canzone del gruppo oltre che sigla del popolare programma televisivo Di nuovo tante scuse condotto dalla coppia Mondaini-Vianello nel 1975; La vecchina sul lato B de L'orto degli animali (due canzoni per bambini), sempre del 1975; e Una donna cambiata, invece, pubblicato più tardi (nel 1977) come lato B del singolo L'amore è una cosa meravigliosa (nuova versione del brano già interpretato dal quartetto nel 1970).
I brani Giorno e notte, E poi...l'amore e Caro amore mio vengono inseriti, successivamente, nella nota raccolta del 1978 dal titolo Ricchi & Poveri.
Il pezzo che chiude il long playing, Chiari di luna, è stato eseguito dal quartetto durante l'omonimo spettacolo teatrale del 1974 organizzato da Walter Chiari, nel quale i quattro facevano parte del cast.

## Tracce
Lato A
1. Giorno e notte (Vittorio Tariciotti, Franca Evangelisti/Marcello Marrocchi)  3.08
2. Come un idiota (Antonello De Sanctis/Marcello Marrocchi)  4.30
3. La vecchina (Marcello Marrocchi, Vittorio Tariciotti)  3.22
4. Che senso ha (Cristiano Minellono/Pezzini)  4.03
5. E poi...l'amore (Antonello De Sanctis/Piero Pintucci, Marcello Marrocchi)  3.51

Lato B
1. Caro amore mio (Antonello De Sanctis/Marcello Marrocchi)  3.50
2. Una donna cambiata (Antonello De Sanctis/Marcello Marrocchi)  3.27
3. Al bar (Antonello De Sanctis/Marcello Marrocchi) 3.12
4. Tiri riri tiri riri (Franco Migliacci/Piero Pintucci)  3.44
5. Chiari di luna (Angelo Sotgiu, Franco Gatti, Armando Toscani)  3.26

## Crediti
- Marcello Marrocchi, Piero Pintucci: produzione
- Piero Pintucci: arrangiamento e direzione

## Dettagli pubblicazione
| Paese  | Data | Etichetta   | Formato | Nº Catalogo |
| ------ | ---- | ----------- | ------- | ----------- |
| Italia | 1975 | Fonit Cetra | 33 giri | LPX 36      |

Pubblicazione & Copyright: 1975 - Fonit Cetra.

Distribuzione: Fonit Cetra.